# Interstate Highway 5
Interstate Highway 5, eller bare I-5 er den vigtigste syd-nordgående Interstate Highway på USA's vestkyst. Vejen indgår i Dwight D. Eisenhower National System of Interstate and Defense Highways i USA eller bare Interstate Highway System. Vejen servicerer nogle af vestkystens største byer, San Diego, Los Angeles, Oakland, Sacramento, Portland, Tacoma og Seattle. Vejen går stort set parallelt med Stillehavskysten fra grænsen mellem USA og Mexico ved San Ysidro i Californien til grænsen mellem USA og Canada i Blaine i staten Washington. Den er dermed den eneste interstate highway som når både den canadiske og den mexicanske grænse.

## Historie
Næsten 1000 km af motorvejen (fra Stockton i Californien til Portland i Oregon) følger Siskiyou Trail., et gammelt spor som blev benyttet af opdagelsesrejsende og andre pionerer. Sporet fulgte igen en serie af gamle indianerstier. I midten af 1800-tallet var dette den vigtigste rejserute mellem Californien og Oregon.
I begyndelsen af 1900-tallet blev det bygget "automobilveje" langs sporet. Bland andet fulgte Pacific Highway sporet på sin vej fra British Columbia til San Diego. En del af denne vej blev senere til U.S. Highway 99, hvoraf en stor del i dag udgør I-5.

## Rutebeskrivelse
Vejen, der blev grundlagt i 1957 er 2.223 km lang og går gennem 3 stater, Californien, Oregon og Washington. Efter grænsen til Canada fortsætter vejen som British Columbia Highway 99 til Vancouver.

### Californien
Vejen har sit sydlige endepunkt ved grænsen til Mexico i San Ysidro, en af verdens mest trafikerede grænseovergange.. Vejen passerer gennem forstæderne til National City og Chula Vista, og går gennem downtown San Diego. Vejen fortsætter mod nord, og deler University of California San Diego (UCSD) i to dele. Herfra går den 45 km gennem U.S. Marine Corps Base Pendleton. Fra San Diego fortsætter vejen mod nordvest langs kysten til San Juan Capistrano, hvor den drejer ind i landet og går stik nord gennem Mission Viejo og Irvine. Her drejer vejen igen mod nordvest, og fortsætter som Santa Ana Freeway gennem Los Angeles sydlige forstæder. Indbyggerne i Los Angeles kalder hele strækningen for Santa Ana Freeway eller bare "the 5".
Omkring 1½ km vest for downtown Los Angeles møder I-5 Interstate Highway 10, U.S. Highway 101 og State Route 60 ved East Los Angeles Interchange, verdens mest befærdede motorvejskryds  med over 430.000 køretøjer, der passerer hver dag. Her skifter I-5 navn til Golden State Freeway og den fortsætter under dette navn gennem San Fernando Valley, via Newhall Pass gennem Santa Susana Mountains og Santa Clarita Valley. På en strækning af ca. 6 km deler de to vejbaner sig, og skifter endda plads, så den sydgående bane går på den østlige side af den nordgående. Herefter stiger vejen op til Tejon Pass i 1.275 meters højde, vejens næsthøjeste punkt i Tehachape Mountains. Herefter falder vejen igen omkring 700 meter over en strækning på 19 km frem til den sydlige del af San Joaquin Valley. Ca. 50 km syd for Bakersfield splittes vejen op. State Route 99 fortsætter til Bakersfield og Fresno, mens I-5 fortsætter mod nordvest gennem San Joaquin Valley. Ved Tracy øst for Oakland og San Francisco drejer vejen mod nord til Sacramento, Californiens hovedstad.
Fra Woodland går vejen stort set stik nord grænsen til Oregon. Undervejs passeres Trinity Mountains, og vejen passerer tæt forbi vulkanen Mount Shasta, der med sine 4.322 meter er det næsthøjeste punkt i Cascade Mountains.

### Oregon
Kort efter grænsen til Oregon når I-5 sin højeste beliggenhed når den passerer Siskiyou Summit i 1.310 meters højde. Herfra svinger vejen igen mod nordvest gennem Rogue River Valley til Grants Pass, hvor den igen drejer mod nord. Undervejs mod nord skifter terrænet, så bjergene bliver til bakker, og ved Cottage Grove kører vejen ind i Willamette River Valley. Vejen fortsætter mod nord gennem Eugene og Salem. Lige nord for Salem passerer vejen et skilt med teksten "45 Parallel half way beteween the Equator and the North Pole". Vejen fortsætter over Marquam Bridge over Willamette River og gennem downtown Portland, hvor den krydser Columbia River og går ind i Washington. Kort før grænsen møder I-5 Interstate Highway 80, som har sit vestlige begyndelsespunkt her.

### Washington
Vejen begynder efter at have krydset Columbia River. Den føste by, der passeres er Vancouver, Washington. Vejen forsætter mod nord, parallelt med Columbia River til Longview. Herfra går den mod nord gennem Willapa Hills til Washingtons hovedstad, Olympia, hvor den drejer skarpt mod nordøst til Tacoma. Her drejer den igen skarpt mod nord gennem Seattle og videre mod nord til grænsen til Canada ved Blaine. Motorvejen på den anden side af grænseovergangen hedder British Columbia Highway 99.

## Større byer lags vejen
Her er en oversigt over større byer, som I-90 passerer gennem eller forbi, fra syd mod nord ("større er" i denne forbindelse byer med over 30.000 indbyggere).

### Californien
- National City
- Chula Vista
- San Diego med forstæder
- Encinitas
- Calrsbad
- Oceanside
- San Clemente
- San Juan Capistrano
- Los Angeles med forstæder
- Santa Clarita
- Stockton
- Sacramento med forstæder
- Redding

### Oregon
- Medford
- Eugene
- Springfield
- Salem
- Portland med forstæder

### Washington
- Vancouver
- Olympia
- Lakewood
- Tacoma med forstæder
- Seattle med forstæder
- Bellingham

## Eksterne links
- Interstate Guide Arkiveret 5. juni 2012 hos  Wayback Machine (engelsk)